# Personaggi di Jamie Johnson
Questa voce contiene un elenco dei personaggi presenti nella serie televisiva Jamie Johnson. 

## Personaggi principali
- Jamie Reacher, poi Jamie Johnson (stagione 1-7), interpretato da Louis Duun, doppiato in italiano da Giulio Bartolomei.[1]
Jamie Johnson, precedentemente Jamie Reacher, è il personaggio principale della serie. È il nipote di Mike e il figlio di Karen e Ian. Frequentava la Kingsmount Academy prima di diplomarsi e firmare per la Northport Rovers. Jamie ha iniziato da giovane giocatore per Kingsmount e alla fine è diventato capitano dopo che il vecchio capitano, Harry Hansard, ha lasciato la scuola. Ha poi ottenuto un processo al Foxbrough, durante il suo periodo al Foxbrough non gli piaceva il modo in cui gli allenatori insegnavano alla squadra e spesso litigava con loro. Fu accettato come giocatore ma scelse invece la Fenice. Più tardi, realizza il suo sogno di essere scovato per Hawkstone. Tuttavia, nell'episodio 12 della serie 5, Hawkstone rescinde il contratto di Jamie perché lui è andato a un torneo di videogiochi, che significava saltare una sessione di fisioterapia che si è svolta nello stesso momento. Tuttavia, alla fine, firma per il Northport Rovers. Torna alla Fenice nella stagione sei, ma non come giocatore, come assistente allenatore temporaneo di Mike. Presenta Jess Christie alla squadra. Guarda la prima partita della stagione con Jess e Boggy. La squadra è allo sbando e perde, e Jamie in seguito aiuta Mike con i nuovi membri. Successivamente parte per tornare a Northport. Jamie è molto appassionato di calcio. È determinato a essere il miglior giocatore possibile e lavora molto duramente per realizzare i suoi sogni. A volte Jamie agisce in modo aggressivo o perde le staffe in campo, ma ciò è dovuto al suo amore per il calcio. È molto solidale e si preoccupa molto dei suoi amici.
- Mike Johnson (stagione 1-7), interpretato da Tim Dantay, doppiato in italiano da Paolo Buglioni.[1]
Mike Johnson è il nonno di Jamie e il padre di Karen. Era un giocatore di talento quando ha giocato per Hawkstone. Ha giocato per l'Hawstone United nella Youth Cup del 78' e ha firmato per diventare professionista, ma ad un certo punto della sua carriera da professionista si è infortunato ed è stato licenziato. Suo nipote è Jamie Johnson e lo aiuta a farsi scovare da una squadra, ma è sconvolto quando Foxborough gli dice di non allenare Jamie. Sua figlia è Karen Johnson. Non gli piaceva suo marito (Ian) o il suo nuovo ragazzo Jeremy, ma alla fine si è abituato a lui. Il suo rivale è stato Hilary Hansard che ha giocato per Foxborough e lo ha infortunato nella Youth Cup del 78'. Alla fine fanno ammenda. Ama il calcio ed era un giocatore professionista per Halkstone. Gli piace allenare la Fenice.
- Karen Johnson (stagione 1-7) interpretata da Emma Stansfield.
Karen Johnson è la mamma di Jamie. Lei è anche un'infermiera. In precedenza lavora come medico per la Fenice e si prende cura anche della mamma di Zoe. Era sposata con il padre di Jamie, Ian Reacher, ma il loro matrimonio è stato tumultuoso. Quando Jamie aveva 10 anni, Karen e Ian divorziarono. Mentre era sposato con Karen, Ian aveva avuto una relazione con una donna più giovane e ad un certo punto aveva avuto un figlio con lei. Dopo il divorzio, Ian ha continuato una relazione con la donna più giovane. Karen iniziò a frequentare un dottore che lavorava nello stesso ospedale in cui lavorava circa un anno dopo, chiamato Jeremy. Nel frattempo, Jamie è scappato da suo padre, che viveva a Liverpool. Ma Jamie si rese presto conto che era meglio con sua madre e tornò a casa a Nottingham. Più tardi, il nuovo partner di Ian si separò con lui e Karen lasciò che Ian rimanesse con riluttanza a casa sua, poiché Ian era il padre di suo figlio. È implicito che dopo la terza stagione Karen e Jeremy si siano lasciati, poiché Jeremy non è mai stato più visto.
- Dillon Simmonds (stagione 1-7), interpretato da Patrick Ward, doppiato da Alessio De Filippis.[1]
Dillon Simmonds è stato l'ex capitano dell'Under 16 della Fenice. È il figlio di Graham Simmonds e Joanne Simmonds, nonché il fratello maggiore di Liam Simmonds. A partire dalla sesta stagione, esce con Elliot. Era il migliore amico di Harry Armstrong, capitano della squadra dell'anno 7 e 8 di Kingsmount, ma Harry se ne andò prima dell'anno 9. Poi fece amicizia con il fondatore e capitano della Fenice, Jack Marshall. Quando Jack ha lasciato la Pheonix per andare a Londra in treno per la squadra di football femminile di Archfield, ha poi nominato il nuovo capitano, Zoe Moore, la sua migliore amica, Zoe ha abdicato al suo capitano in favore di Jamie Johnson, il suo ex nemico, ma Jamie ha perso il suo capitano per essere troppo prepotente, Dillon è stato invece nominato capitano. Sebbene abbia perso brevemente la sua posizione di capitano a causa di Jamie, dopo un infortunio che ha coinvolto Jamie, Dillon era il nuovo capitano. Ha davvero impressionato il nuovo allenatore di Pheonix, Molly, con le sue abilità nella squadra. Jamie Johnson era un nuovo studente della Kingsmount Academy e inizialmente fece amicizia con i famosi Dillon e Harry. Ma quando Jamie ha assistito al bullismo di Dillon e Harry contro Boggy Bogson, Jamie è diventato il migliore amico di Boggie e di una calciatrice chiamata Jacqueline, alias Jack. Nella serie 2 Dillon ha sviluppato il diabete di tipo 1 e Dillon odia avere una debolezza. Nella terza stagione Dillon inizia a frequentare una ragazza popolare chiamata Indira. Ma alla fine si sciolgono. Nella stagione 4, viene presentato suo fratello minore Liam. Harry Armstrong era il suo migliore amico/compagno fino a quando Harry non ha cambiato scuola. I due avrebbero fatto il prepotente insieme a Jamie e avrebbero anche avuto problemi insieme. Trascorrevano spesso del tempo fuori dalla scuola insieme praticando il calcio. Con la partenza di Harry, Dillion era solo ma riuscì rapidamente a fare amicizia. Dillon attualmente gioca per la Fenice. Dillon suonava per la Hawkstone Academy, ma è stato licenziato a causa del suo cattivo atteggiamento e della sua sportività. Gli è stato offerto un posto nel programma di formazione giovanile Foxboughs. Parlando degli anni successivi, negli anni recenti, Dillion viene annunciato come capitano per le finali di coppa contro il Foxborough ed è euforico ma sente la pressione senza Jamie. Durante il 1º tempo subisce 2 falli per essere troppo aggressivo ma non viene espulso. Suo fratello minore esulta a gran voce per Foxborough fino a quando non gli viene detto di fermarsi poiché suo fratello è nell'altra squadra di Alba. Per tutto il primo tempo, è distratto dal fatto che Elliot crede che Dillion sia omofobo come suo fratello minore. Mike gli dice che finché ha le idee chiare, possono vincere la partita. Durante il resto, a tutti viene detto di farlo per se stessi e per Jamie. Evidentemente Dillion presta più attenzione dopo che Mike ha menzionato quanto Jamie vorrebbe essere nei loro stivali. Poco prima dell'inizio del secondo tempo, Dillion si precipitò rapidamente su quelle tribune per parlare con Elliot e Ruby. Ruby chiaramente lo ignora e infastidito. Nel secondo tempo torna al suo solito io vincente; passando, incoraggiando le persone. Ha persino parlato con loro in anticipo per incoraggiarli e alzare il morale. Segna l'oro vincente facendo il punteggio di 3-2 con gli altri due gol di Zoe e Kat. Alza la coppa e riceve la medaglia d'oro dei vincitori. Suo fratello è chiaramente orgoglioso e fa una foto con lui anche se fa finta di non essere così orgoglioso di Dillion. Più tardi Mike, dice che c'era un allenatore di Foxborough e che Dillion è stato accettato al Foxboughes Youth Training Skeme con sua gioia. Mentre se ne va, Elliot cammina con lui. Dillion dice che è stata una pressione non che fosse disgustato dal fatto che Elliot fosse gay. Elliot risponde che Dillion non è l'unico a subire pressioni e che l'atteggiamento di Dillion è cambiato una volta che ha saputo che Elliot era gay. Mentre Elliot si allontana incredulo, Dillion dice "Il mio problema non è con te. È con me stesso. (lunga pausa) Penso che potrei essere anche gay". Dillion viene quindi visto sorridere leggermente e sollevato, mostrando che questo era ciò che affliggeva la sua mente per tutto questo tempo. Dillon mente a suo padre dicendo che sta uscendo per fare un allenamento extra, ma in realtà sta uscendo per parlare con Elliot e poi va a prepararsi. Suo padre gli chiede se sta usando il dopobarba di suo padre a cui lui risponde di no. Suo padre si chiede se Dillon ha un appuntamento e dice che può preoccuparsi delle ragazze in seguito, poiché una volta che suonerà professionalmente per Foxbouraugh avrà ragazze in fila per uscire con lui. Elliot gli chiede se è mai stato attratto da una ragazza a cui risponde che ha sempre flirtato con le ragazze più calde, e che era uscito con Indira e come tutti la immaginavano e come ha flirtato e baciato la figlia di Duncan Jones, Sienna, di fronte a milioni di persone sulla kisscam al gothia cup, quindi ha dovuto inventarsi che gli piaceva un'altra ragazza per evitare che lei gli chiedesse di uscire. Dillon ha chiesto quando Elliot sapeva di essere gay a cui Elliot risponde "da quando sono nato". Elliot gli dice che non dovrebbe nascondere chi è per compiacere le altre persone, ma Dillon si preoccupa di come reagirà suo padre e se influenzerà la carriera perché non ha sentito parlare di molti giocatori di calcio pertamente gay. Tuttavia, Liam li vede tenersi per mano da lontano e non lo vedono nascondersi. Il geloso Liam, che viene ignorato da suo padre e non è stato trattato in modo equo, vede questa come un'opportunità per essere il numero 1 per suo padre solo una volta nella vita. A casa, quando suo padre dice quanto sia orgoglioso di Dillon ma non di Liam, Liam dice "È un peccato che sia gay allora". Dillon è scioccato dal fatto che Liam li abbia visti e suo padre è disgustato e arrabbiato. Liam dice che Elliot è probabilmente il suo ragazzo e che pensava che si sarebbero baciati. Suo padre era triste e arrabbiato e ha chiesto a Dillon se è gay o meno, a cui Dillon risponde che pensa di essere gay. Questo fa sì che Dillon venga cacciato di casa, scioccando Liam. Ma il padre di Dillon alla fine accetta di far tornare Dillon in casa e di accettarlo, sotto l'influenza della moglie di Graham e di Liam. Successivamente viene rivelato che Dillon ha lasciato l'accademia Foxbouraugh e si è unito alla squadra di calcio dei rover di Northport, con un Jamie appena guarito! Viene rivelato che lui ed Elliot si frequentano da un paio di mesi ed Elliot si considera parte della famiglia. Si è apertamente dichiarato gay con la squadra di calcio di Northport Rovers, ma inizialmente era preoccupato per la loro risposta. Ci sono tante curiosità sul ragazzo, su cui è diabetico e ora ha un microinfusore. Tuttavia, deve ancora portare con sé un kit di test che non gli piace. Era un ragazzo del coro. Nella sua stanza ha una foto di suo padre e tanti trofei. Anche se ha cercato di sembrare calmo, sente che suo padre gli sta mettendo troppa pressione per diventare un professionista. Suo padre crede di avere il talento per diventare un professionista, ma ha bisogno di una spinta. È apertamente gay.
- Hugo "Boggy" Bogson (stagione 1-7), interpretato da Jonnie Kimmins, doppiato in italiano da Alex Polidori.[1]
Boggy Bogson è il migliore amico di Jamie, gli piace giocare a scacchi ed è stato fidanzato con Nancy per oltre di due anni. È anche il ragazzo delle statistiche di Fenice.
- Jack Marshall (stagione 1-7), interpretata da Olivia Lava (stagione 1) e Lenna Gunning-Williams (stagione 2-7), doppiata in italiano da Lucrezia Marricchi.[1]
Jack Marshall è la migliore amica di Jamie e Boggy e la figlia dei coniugi Marshall. Lei è la fondatrice ed ex capitano della Fenice. Si trasferisce a Londra da quando viene selezionata per la squadra giovanile della Archfield Women's Academy. La madre di Jack lavora in Galles perché ha bisogno di molti soldi per mantenere la sua famiglia. Per questo motivo Jack vive con suo padre, che è molto solidale, e spera che lei giocherà professionalmente.
- Hilary Hansard (stagioni 1-3), interpretato da Brian Bovell, doppiato in italiano da Roberto Draghetti.[1]
- Harry Hansard (stagioni 1-2), interpretato da Theo Chapman.[1]
- Nancy (stagioni 2-4), interpretata da Ellie Daley 	 .[1]
- Indica Cave (stagioni 2-3), interpretata da Millie Gibson.[1]
- Miss Savage (stagioni 2-3), interpretata da Lucy Speed.[1]
- Jethro Stevenson (stagioni 2-3), interpretato da Miles Wallace.[1]
- Zoe Moore (stagioni 3-7), interpretato da Maddie Murchison.[1]
- Walter "Wozza" Worthington (stagioni 3-4), interpretato da Jermaine Johnson.[1]
- Duncan Jones (stagioni 4-7), interpretato da Glen Wallace.[1]
- Eric Atlee (stagioni 4-7), interpretato da Morgan Hudson.[1]
- Freddie Sayo (stagioni 4-7), interpretato da Keaton Edmund, doppiato in italiano da Valeriano Corini.[1]
- Alba Osborne (stagioni 4-7), interpretato da Elena Cole, doppiata in italiano da Emanuela Ionica.[1]
Alba Osbourne è una delle ragazze della squadra originale under 12 di Phoenix. Alba è nata da genitori senza nome e aveva una sorella di nome Ruby, che è probabilmente una sorellastra. Ciò significherebbe che uno dei genitori di Alba avrebbe avuto Ruby, ma con un partner diverso. Il motivo per cui si teorizza che Alba e Ruby siano sorellastre è perché hanno un aspetto molto diverso, poiché Alba ha i capelli biondi di media lunghezza e lisci, mentre Ruby ha i capelli lunghi, castani e mossi. Anche Ruby è molto alta per la sua età, mentre Alba è un po' bassa. Secondo Alba, suo padre l'ha abbandonata, Ruby e la loro madre e se ne sono andati. La loro madre distruggerebbe le cose e sfogherebbe la sua rabbia su di loro. Ruby avrebbe protetto Alba, ma era più giovane di quanto lo fosse Alba al momento in cui ne parlò a Jess. Alba a un certo punto è stata portata via dalla madre dai servizi sociali, insieme a Ruby. Alba e Ruby avevano vissuto in diverse case di cura, fino a quando una coppia lesbica di nome Becky e Dawn non le ha prese in affidamento. Alba ha faticato a chiamare mamma Becky e Dawn, poiché aveva avuto un'esperienza travagliata con sua madre biologica. Tuttavia, amava e si stabilì con le sue madri adottive. Ad un certo punto, quando i matrimoni gay sono diventati legali, le madri adottive di Alba si sono sposate. Due anni dopo che Alba e Ruby furono affidati, lei ei suoi amici Freddie ed Eric furono costretti a unirsi a una squadra di football chiamata Phoenix, dopo che l'allenatore Molly li sorprese a vandalizzare la bandiera della Fenice. Lì hanno incontrato Liam, un ragazzo popolare nella loro nuova scuola secondaria e un calciatore di talento che stava provando per Phoenix, sono entrati tutti nella squadra degli under 12. Tuttavia, dopo che Alba è stata nominata capitano al posto di Liam, Liam è stata costretta a dire cose omofobe ad Alba sulle sue madri adottive da suo padre, deluso dal fallimento di suo figlio. Dopodiché, Liam è stato messo in panchina. Più tardi, Alba ha pensato che la squadra di calcio che stava guidando sarebbe andata alla coppa di Gothia, ma poi la squadra di Ruby, la squadra degli under 14, è andata invece, deludendo Alba e la sua squadra. Un anno dopo, il nemico di Alba, Liam, è tornato, vittima di bullismo da parte del padre per non essere stato in una squadra di club. Liam si è scusato con Alba, spiegando che è stato suo padre a fargli recitare i commenti sulle due mamme di Alba, ma anche che avrebbe dovuto dire di no a suo padre, ma che se non lo avesse fatto sarebbe stato da lui sminuito gravemente, se non peggio. A malincuore Alba perdona Liam e Liam torna ad alta voce in squadra, giocando a centrocampo con Alba ed Eric. Anche Alba e Ruby affrontano un dilemma con Becky e Dawn poiché pensano che stiano cercando di sostituirli con nuovi bambini di cura. Ma in seguito viene rivelato che Becky e Dawn avevano pianificato di adottare Ruby e Alba! Successivamente, Becky e Dawn sono diventate le nuove madri adottive di Alba e Ruby. Arriva la prossima stagione e Alba viene scelta per essere di nuovo capitano. Il portiere di Phoenix, Billy, fa sembrare il gioco brutto, agli ordini di Liam. Alba decide di prendere nuovi giocatori e Billy e pochi altri lasciano la squadra. Alba fa amicizia con diverse giocatrici che provano per la squadra. Liam vuole fare del nuovo portiere della squadra un ragazzo di nome Jake, ma Alba pensa che Liam sia sessista e che dovrebbe essere una ragazza di nome Kelly. Alba fa pressioni su Mike affinché scelga Kelly come portiere, una ragazza di nome Kasia e un ragazzo di nome Tayo. Liam in seguito rimprovera Alba per non aver scelto Jake, che aveva un atteggiamento migliore di Kelly. Liam poi sorride e afferma che il prossimo incontro con Kelly la metterà nei guai. Nella partita, Alba supporta Kelly, ma in seguito accetta di sostituirla con Jake. Kelly se ne va con rabbia. Jess Christie, un'ex star del Manchester United, diventa l'assistente allenatore di Mike. Alba fa costantemente schifo con Jess. Becky è anche arrabbiata con Alba perché ha un progetto di compiti in scadenza il giorno successivo e dice ad Alba di farlo o minaccia di impedirle di giocare a calcio. Alba mente dicendo che la sua insegnante è rimasta colpita, senza farlo. Alba alla fine lo fa, ma quando è pronto per essere consegnato, l'insegnante di Alba ha chiamato Becky e le ha parlato delle bugie di Alba. Becky prende a terra Alba con rabbia e la trascina fuori da Phoenix. Alba torna aspettandosi di essere di nuovo capitano, ma Liam riesce a mantenere di nuovo il capitano. Cerca di fare amicizia con Bex ma ha freddo. È costretta a trascorrere un allenamento extra con Kasia e Bex dopo essersi allenata con i ragazzi. Jess li spinge al tavolo. Più tardi, Alba vede Jess vomitare. Alba suppone che Jess sia incinta, il che spiega il vomito e gli sbalzi d'umore. Jess ammette ad Alba di essere davvero incinta, ma le chiede di non dirlo a nessuno. Tuttavia, Bex ascolta e lo dice a tutti. Alba è nei guai dopo che Bex pensa che Alba abbia spettegolato su di lei, ma Bex ammette che è stata lei. Alba è d'accordo con Freddie sull'abbandono della semifinale dopo un commento razzista fatto da uno dei sostenitori di Seagate. Alba vota con il resto della squadra, tranne per il fatto che Liam non ha accettato un replay match con Seagate in seguito, con il risultato che Liam è scappato. Ad Alba viene detto da Jess e Mike di fare ammenda con Liam. Alla fine lo fa, ma quando Liam fa del male a Kasia apposta a causa della sua rabbia per il fatto che lei abbia preso la sua posizione. Più tardi, Alba vede Liam nello spogliatoio e gli urla contro per la sua terribile azione. Liam risponde apparentemente spudoratamente e Alba perde la pazienza! Gli lancia i suoi borchie acuminate e gli fa sanguinare l'orecchio. Si scusa immediatamente preoccupandosi che lo dirà a Mike e Jess. Ma Liam in effetti è contento che lei lo abbia ferito. Ora può ricattarla. Alba vede Liam entrare nella sala pubblica con un cerotto sull'orecchio. Alba gli chiede in privato se dirà a qualcuno quello che ha fatto. Dice che ci penserà e si prepara a ricattarla. In seguito trova Liam e cerca di convincerlo a lasciar andare quello che ha fatto. Apparentemente la perdona, ma in seguito si scopre che si è unito ai Seagate Lions nella nuova posizione di Bex.
- Liam Simmonds (stagione 4-7), interpretato da Haydn Craven, doppiato in italiano da Luca Tesei.[1]
Liam Simmonds è il figlio più giovane di Graham e Joanne Simmonds e il fratello minore di Dillon Simmonds. È gallese, sua madre è britannica e suo padre e suo fratello sono gallesi. Liam è stato spesso ritratto come era Dillon, anche se in molte occasioni ha dimostrato di essere segretamente solo e triste. Nonostante sia molto popolare, potrebbe chiedersi segretamente se è mai piaciuto a qualcuno o se i suoi amici sono semplicemente gentili con lui per assicurarsi la popolarità. Liam è fortemente influenzato da suo padre, che è omofobo e tradizionale. Nonostante questo, Liam sembra essere sempre all'avanguardia e non essere omofobo. È entrato a far parte di Fenice quando aveva 11 anni. Ha incontrato Alba, Eric e Freddie. Liam si è unito a Fenice, alla disperata ricerca di essere il capitano. Ma il capitano finì per andare ad Alba. Poiché non ha ottenuto il titolo di capitano, Graham ha costretto Liam a dire commenti omofobici ad Alba sulle sue madri lesbiche. Liam è stato poi messo in panchina dalla Fenice. Un anno dopo Liam era stufo di essere vittima di bullismo da parte di suo padre e si scusò con Alba, dicendo che Graham lo aveva costretto a farlo, ma di certo non avrebbe dovuto farlo. Alba con riluttanza lo perdonò e Liam fu autorizzato a tornare alla Fenice, giocando a centrocampo con Alba ed Eric. Ha cercato di fare amicizia con Alba, Eric e Freddie ma non volevano fare amicizia con lui adesso. Essendo stato profondamente ferito da Alba, Eric e Freddie, Liam iniziò a disprezzarli. Viene visto per la prima volta nella sesta stagione mentre guarda la partita tra i Northport Rovers in TV di notte e fa il tifo quando vincono. La mattina dopo, lui e il suo amico Billy vengono e parlano di chi pensano diventerà il nuovo capitano della squadra. Billy pensa che Liam sarà il capitano, ma Alba li interrompe dicendo che pensa che lo farà di nuovo. Quando Mike annuncia il nuovo capitano con Jamie, è scioccato quando Alba riceve di nuovo il ruolo di capitano. Nella prima partita, Liam dice a Billy di fare apposta male e di non provare nemmeno a salvare i gol presi. Billy però porta le cose lontano e perdono la partita. Liam non voleva dire perdere la partita, ma semplicemente agitare Alba e farla fare brutta figura. Liam è stato l'unico a segnare un gol, ma non sembrava buono perché hanno perso la partita e quindi non poteva sembrare che avesse aggiustato la partita. Alba decide di trovare nuovi giocatori, cosa che Mike accetta e quindi fa sì che Billy se ne vada quando Liam accetta che Billy dovrebbe essere sostituito da un nuovo portiere. Liam funge da secondo in comando per Alba e prende decisioni con lei. Nonostante ciò, entrambi discutono e cercano disperatamente di sbarazzarsi dell'altro. Liam è inorridito quando vede che quasi tutte le persone che stanno provando sono ragazze, e che una volta che gli altri saranno sostituiti, lui e Freddie saranno gli unici ragazzi della squadra, cosa che secondo lui lo umilierà. Va con rabbia vicino ai cancelli, per trovare un'altra ragazza di nome Kasia in arrivo. Le dice che sono pieni e non ne hanno più bisogno, proprio mentre arriva un ragazzo di nome Tayo. Kasia gli dice di non preoccuparsi. Più tardi, arriva un ragazzo più giovane di nome Jake. In realtà è lì per provare per la squadra degli under 12, ma quando vede Jamie andare a vedere gli under 14, dice che andrà da loro per provare. Jake va contro una ragazza chiamata Kelly per essere in porta. Liam e Jake fanno amicizia tra loro e Liam lo sostiene su Kelly. Ma Alba pensa che Liam sia solo sessista e dice a Mike di non scegliere le scelte di Liam. Alla fine, Kasia e Tayo arrivano alla prova e si assicurano un posto nella squadra. Kelly viene presa su Jake, con lui come riserva, facendo arrabbiare Liam. Liam rimprovera Alba dicendo che voleva solo ragazzi nella sua squadra, ma poi ha scelto solo un ragazzo. Liam poi fa un sorriso serio ad Alba e le dice che farà sapere a tutti che "è tutto su di lei" alla prossima partita. La prossima partita è terribile e Kelly perde la pazienza. Alba alla fine accetta di sostituire Jake con Kelly, a cui Kelly se ne va con rabbia. Liam è il primo a segnare un rigore e loro vincono. Liam e Jake mangiano insieme. Jess Christie, un'ex star del Manchester United, viene ad allenarli con Mike. Liam impressiona Jess. Jess decide anche di fare un'intervista con Freddie sul social media della squadra, FeniceTV. Ma Liam dice che Jake dovrebbe farlo dato che Freddie intervista sempre le persone. Jake intervista Jess, ma fa una domanda offensiva. Chiede se è successo qualcosa per portare Jess in panchina dal Manchester United a cui Jess se ne va con rabbia. Jake viene urlato da Mike e poi Mike urla a Freddie. Freddie viene licenziato dall'essere il social media manager di Fenice e gli è vietato pubblicare qualsiasi cosa sulla Fenice sul suo canale YouTube o anche su uno qualsiasi dei suoi altri account di social media. Alba viene anche ritirata dalla squadra dopo che la madre adottiva, Becky, scopre che ha mentito su un compito a casa. Scoprendo che sarà necessario un nuovo capitano per Pheonix, Liam va nell'ufficio di Mike. Chiede a Mike se può scambiare due parole con lui, a cui Mike accetta. Viene rivelato che Liam è stato nominato Capitano in assenza di Alba. Liam si rivela non essere male, portando la squadra alla vittoria in diverse occasioni. Liam prende in giro Il nuovo video di YouTube di Freddie e ride con i suoi amici per i commenti e i meme fatti sul video. Tuttavia, Liam in seguito vede che Freddie viene trollato e si scusa e cerca di aiutarlo. Ma in seguito viene rivelato che Freddie ha creato meme cattivi sul suo video per ottenere più abbonati al suo canale YouTube e viene punito. Liam è tra la folla che spettegola sulla presunta gravidanza di Jess, iniziata da Bex. Successivamente sentono Jess confermare che sta davvero aspettando un bambino. Alba dice a Liam che presto perderà la pazienza e farà un pasticcio e perderà il suo capitano. Liam risponde dicendo che non lascerà che ciò accada. Mentre la partita delle semifinali di un torneo si avvicina, Liam e Bex parlano. A differenza di Kasia, Tayo e Freddie, Bex preferisce Liam come Capitano perché lo trova più competitivo e impegnato, ammettendolo anche a Liam. Liam e Bex parlano di come giocheranno a Seagate (l'ex squadra di Bex) e Bex parla del Capitano. È tradizionale quando si tratta di giocatrici, credendole inferiori a lui e che non ha trattato bene Bex. Liam dice a Bex di non preoccuparsi e che lei gli dimostrerà che si sbagliava. Nel gioco, Bex, Liam e Freddie segnano gol e Liam elogia Bex e Freddie. Tuttavia, Freddie festeggia sopra le righe e ottiene un cartellino giallo. I sostenitori di Seagate sono rumorosi e fanno vergognare la Fenice in ogni modo possibile. Uno dei sostenitori di Seagate dice un commento razzista a Freddie. Ma solo Freddie lo sente. Freddie e la squadra vogliono porre fine alla partita, ma Liam e Bex vogliono continuare. Liam prova compassione per Freddie ma si arrabbia quando ancora non giocherà e Liam sa che lo farà essere sminuito da suo padre. La partita è sospesa e poiché non ci sono prove del commento Seagate va in finale. Ma la nuova mascotte della Fenice, Sam, ha catturato i sostenitori di Seagate in un video e ha registrato il commento razzista. Seagate viene ritirato dalle finali, ma invece il torneo decide su un replay match tra la Fenice e il Seagate, ma tutti i membri della squadra tranne Liam decidono di lasciare completamente il torneo. Furioso, Liam scappa disperato e regala la fascia del Capitano. Si imbatte in Jamie, che Liam esprime la sua rabbia e frustrazione. Jamie dice a Liam di pensare a ciò che Freddie ha vissuto e di confrontarlo con qualcosa che Dillon potrebbe provare per lui essendo gay. Liam è chiaramente arrabbiato per questo, (il che implica che Liam è in realtà geloso di Dillon, che probabilmente è a favore del padre per aver giocato professionalmente per i Northport Rovers) e scappa in spiaggia. Ruggisce in lontananza vicino al mare con rabbia e devastazione. Liam è diventato piuttosto impopolare con la squadra dopo non aver votato per lasciare il torneo. Liam sente con Jake che la sua posizione a centrocampo sarà testata con Kasia e Liam deve essere un sostituto. Liam dice a Kasia di giocare male apposta, cosa che fa per la prima metà dell'allenamento. Ma poi gioca meglio e dice a Liam che non farà più come dice lui. Liam poi ferisce Kasia ma afferma che è stato un incidente. Tayo cerca di combatterlo ma Mike e Jess lo fermano. Alba decide di provare a inseguire Jess e Mike per punire Liam, ma lo trova nello spogliatoio. Liam gongola che intendesse farle del male, ma Alba perde le staffe e gli lancia i suoi borchie. Fa sanguinare dolorosamente l'orecchio di Liam. Liam sta ricattando Alba per difenderlo quando Tayo o Kasia parlano male di lui, minacciando di raccontare a Mike e Jess quello che ha fatto. Liam vince un grande torneo di gioco che la squadra ha e nessuno fa il tifo per lui. Quando Mike e Jess se ne vanno, Kasia si congratula con la squadra per aver lavorato sodo e per essersi supportata a vicenda, ma Liam la interrompe dicendo che nessuno della squadra lo ha supportato. Tayo dice che questo è perché è un pessimo compagno di squadra. Liam se ne va e Tayo dice "buona liberazione". Mentre Liam lascia i cancelli, riceve una telefonata da Jackson, capitano dei Seagate Lions. Jackson probabilmente stava chiamando per gongolare per la vittoria della sua squadra, ma Liam si congratula con lui piuttosto che discutere con lui. Più tardi, Alba dice che ha bisogno di lui nella squadra (ancora ricattata da lui) ma Liam sorride semplicemente. Jackson si avvicina e Liam le dice serenamente che lascia la squadra e che giocherà per i Seagate Lions. Liam è ancora furioso con Pheonix, quindi lui e il resto dei Seagate Lions si scontrano con l'evento di beneficenza organizzato da Phoenix contro il razzismo. Dopo il match tra Dillon, Jamie, Wozza, Jack e Mike contro Alba, Tayo, Kasia, Jake e Bex, si scontrano con le ragazze di Pheonix, Jess e Jake. Perdono e vengono umiliati. Mentre sono lì, Liam e la sua squadra vedono Elliot, il ragazzo di Dillon. Sebbene Liam abbia accettato la sessualità di Dillon e sembra essere in buoni rapporti con Elliot, non presenta Elliot a loro perché sa che Dillon non è ancora uscito al mondo, e semplicemente i suoi amici, la famiglia e i compagni di squadra. Anche se Elliot fraintende questo e crede che Liam abbia problemi con la sua relazione con Dillon. Liam sogna di giocare per i Seagate Lions, ma il sogno diventa presto un incubo quando improvvisamente non indossa il suo kit Seagate Lions e invece indossa il suo kit Pheonix. Successivamente si sveglia. Mentre si avvia alla sua prima sessione di allenamento, Elliot gli corre dietro. Liam non è né particolarmente gentile né ostile a Elliot. Elliot gli ammette che Dillon è preoccupato per il fatto che lasci la Phoenix, ma Liam dice che qualsiasi supporto che suo fratello gli dà non lo ha effetto. Elliot quindi si chiede perché non lo abbia presentato ai suoi compagni di squadra e accusa Seagate di essere omofobo. Liam afferma di non essere mai stato accettato a Phoenix. All'allenamento, Liam all'inizio si diverte, ma alla fine inizia ad avere dei dubbi. Tayo, Kasia, Alba, Freddie e Bex vengono a Seagate e offrono una rivincita. All'inizio rifiutano, ma in seguito, quando Jackson affronta ingiustamente Liam e fa un commento omofobo, Liam chiede alla squadra di accettare la rivincita. Liam gli dice che non può dire cose del genere, ma Jackson e il resto della squadra dicono semplicemente che nel calcio non ci sono giocatori gay e quindi non dovrebbe importare. Liam sta per dire che ha importanza e che Dillon (che suona professionalmente per i Northport Rovers) è gay ma si ferma quando ricorda che Dillon non è ancora uscito al mondo. Liam in seguito sente un messaggio vocale di Elliot che si scusa per la loro discussione al mattino. Dopo che la rivincita è stata organizzata, Liam lascia Seagate e spera che sarà in grado di ricongiungersi a Pheonix. Liam è rientrato nel Pheonix ma deve sedersi in panchina come sostituto. La caviglia ferita di Bex alla fine ha la meglio su di lei e cambia con Liam in panchina. Phoenix vince la partita. Più tardi, alla festa, Liam e Bex guardano il resto della squadra esultare e saltare. Bex dice che vorrebbe che fossero più maturi e Liam è d'accordo dicendo che si spera che la prossima stagione sarà diversa. Bex poi dice a Liam che lo preferisce come Capitano rispetto ad Alba o ancora Freddie.
- Ruby Osborne (stagioni 4-7), interpretata da Zoe Hall.[1]
Ruby Osbourne era un membro della Fenice, in precedenza il nuovo portiere della squadra. Ha dovuto abbandonare la squadra, in seguito al suo infortunio alla gamba.
- Molly Sinkamba (stagioni 4-6), interpretata da Thanyia Moore, doppiata da Angela Sbrusa.[1]
Molly Sinkamba è stata l'allenatore principale della Fenice. I suoi modi di allenare sono piuttosto non competitivi poiché non considera la vittoria come qualcosa di importante. Questo è il motivo per cui lei e Jamie non sono mai d'accordo su nulla.
- Sienna Jones (stagione 4), interpretata da Ellie Botterill.[1]
- Kat Clayton (stagioni 5-7), interpretata da Amaya Navarro.[1]
- Aisha (stagioni 5-7), interpretata da Leona Sinama Pongolle.[1]

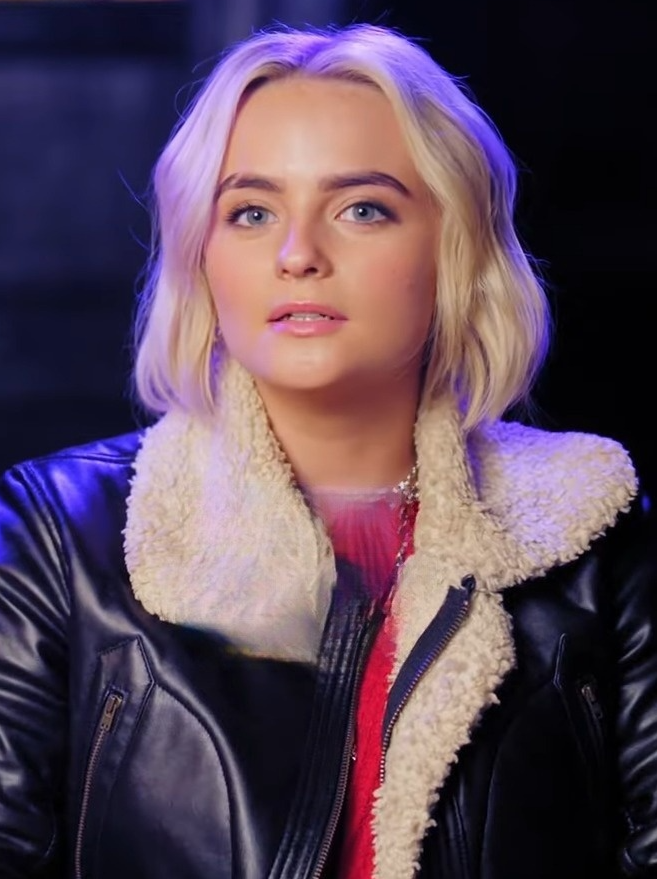
Millie Gibson, interprete di Indica Cave

## Personaggi secondari
- Ian Reacher (stagioni 1-7), interpretato da Santiago Mosquera (stagione 1) e William Fox (stagioni 2-7).[1]
Ian Reacher è l'ex-marito di Karen e padre di Jamie. Oltre alla relazione con la madre di Jamie, ha avuto una relazione con la sua ex-moglie Katrine, da cui nasce il figlio Jake.
- Pete Marshall (stagioni 1-3), interpretato da Andre Squire.[1]
- Claire Moore (stagioni 1-2), interpretata da Kate Spanjar.[1]
- Sig.ra Bedford (stagione 1), interpretata da Kirsty Smedley.[1]
- Howard Royle (stagioni 4-5), interpretato da Rhys ap William.[1]
- Archie Royle (stagione 5), interpretato da Noa Thomas.[1]
- Elliot (stagione 5), interpretato da Laquarn Lewis.[1]
- Jess Christie (stagione 6), interpretata da Natali McCleary, doppiata in italiano da Ilaria Latini.[1]
- Katrine Wilson (stagioni 6-7) interpretata da Caroline Jones.
Katrine Wilson è la madre di Jake Wilson e l'ex-partner di Ian Reacher. Ad un certo punto, ha iniziato a frequentare Ian, che era sposato con Karen Johnson con un figlio chiamato Jamie Johnson. Alla fine, Karen disse a Ian di scegliere tra lui e la sua ragazza, e lui scelse lei al posto di Karen. Ian e Karen successivamente divorziarono. Mentre Ian era sposato con Karen, lui e la sua ragazza hanno dato alla luce Jake (che in precedenza si chiamava Jamie come il suo fratellastro maggiore), ma dopo un po' lei e Ian si sono lasciati quando Jake aveva circa 6 o 7 anni. Questo potrebbe essere stato il motivo per cui il nome di Jake è stato cambiato, quindi Ian non sarebbe stato in grado di trovarlo. Secondo Jake, sua madre si è rifiutata di parlare di lui dopo che se n'era andato.
- Jake Wilson (stagioni 6-7) interpretato da Louie Theaker.
Jake Wilson è il portiere della Fenice. Il padre di Jake è Ian Reacher, che in realtà è il padre del suo idolo, Jamie Johnson. Jake è stato visto quando Jamie ha seguito suo padre che si era recentemente separato da sua madre attraverso Rochdale e ha visto Jake quando aveva 6 anni. Un anno dopo, Ian ha rotto con il suo nuovo partner, la madre di Jake. Non è tornato a vederlo più ed è andato a lavorare in un'altra città e quindi Jake vive con sua madre di solito. Può essere superficiale e divertente, ma è un buon giocatore. Nella serie 2 è stato menzionato da Jamie e suo padre quando sono andati a pescare insieme. Ian dice a Jamie che si è separato dalla madre di Jake e che anche il nome di Jake era Jamie. Presumibilmente, il nome di Jake è stato cambiato, o da Ian dopo essere tornato in contatto con il suo primogenito Jamie, o da sua madre per proteggere la sua identità da Ian. Jake ha inventato di avere 13 anni per entrare nella squadra degli under 14 per impressionare Jamie Johnson, il suo idolo. Ha anche finto di essere malato per nascondere la sua bugia sulla sua età. Jake fa amicizia con Liam ma inizia a non piacergli quando vede che Liam può essere cattivo ma Jake non si rende conto di cosa sta passando a casa. Fa una battuta durante una questione seria durante le semifinali quando un fan di Seagate fa un commento razzista a Freddie. Jake viene aggredito da Jess. Vota affinché la squadra lasci il torneo dopo che gli è stata offerta una rivincita invece di essere messa in finale. Jake viene scoperto da Liam come un bugiardo che afferma che non lo dirà a nessuno. Dopo che Liam ha lasciato Fenice, Liam racconta a tutti delle bugie di Jake. Jamie gli dà consigli pur essendo fermo con lui. Perde la sua posizione in squadra ma in seguito inizia a giocare per l'Under 12. A Jake è concessa un'altra partita con gli under 14. La squadra vince e alla festa lui esce. Poi vede Ian e Jamie. Jake e Ian sono sbalorditi alla vista l'uno dell'altro, e quando Jake lo chiama papà, Jamie si rende conto che il suo fratellastro che una volta aveva intravisto, è stata la persona di cui ha fatto da mentore.
- Harry Armstrong (stagione 1-3), interpretato da Theo Chapman.
Harry Armstrong è il nipote dell'insegnante di scienze motorie e scienze sportive, Mr. Hilary Hansard presso Kingsmount. Era il migliore amico di Dillon Simmonds e molto popolare. È viziato da suo nonno, che ha nominato Harry capitano della squadra di football della scuola. Sebbene Harry sia un giocatore eccellente, non era l'opzione migliore per il capitano; Jamie, Jack o Dillon erano. È uscito con Indira, una ragazza molto popolare nella sua classe, ma lei ha rotto con lui dopo averlo visto maltrattare uno dei suoi amici. Prima della terza stagione, Harry si è trasferito a Coventry con i suoi genitori dopo che a sua madre è stato offerto un lavoro lì.
- Graham Simmonds (stagione 4-6), interpretato da Julian Lewis Jones.
Graham Simmonds è il padre di Dillon Simmonds e Liam Simmonds. Graham tende ad essere piuttosto sessista, credendo che le donne non dovrebbero giocare a calcio. Era anche omofobo, ma probabilmente ha rinunciato alla sua omofobia quando Dillon ha fatto coming out. Quando Graham aveva circa 14 anni, era alla Foxborough Academy e amava il calcio. Sfortunatamente, a causa del suo temperamento bollente e del suo atteggiamento terribile, fu espulso dall'Accademia. Poi ad un certo punto ha incontrato e iniziato una relazione con Joanne Simmonds, e hanno dato alla luce 2 figli, Dillon e Liam. È fortemente implicito, anche se non ha mai effettivamente menzionato che Graham e Joanne sono stati separati o forse divorziati poiché non sono stati visti insieme e Graham non è mai stato visto prima della quarta stagione. Joanne sembrava anche essere una madre single nella seconda stagione. Probabilmente hanno ottenuto di nuovo insieme nella serie 5 in seguito. Graham ha reagito in modo terribile al fatto che Dillon si fosse dichiarato gay e lo ha cacciato di casa. Tuttavia, a causa del dolore di Joanne per il fatto che Dillon non fosse con lei, accettò la sua sessualità e lo lasciò vivere di nuovo nella casa di famiglia. Graham ha anche mostrato di essere verbalmente offensivo nei confronti di Liam, facendogli pressioni affinché facesse cose, sminuendolo e favorendo Dillon in diverse occasioni.
- Joanne Simmonds (stagione 1-5) interpretata da Jodie Prenger.
Joanne Simmonds è la madre di Dillon e Liam. Era molto stressata per il diabete di suo figlio Dillon e quando la madre della rivale di Dillon, Karen, che era un'infermiera, ha offerto un consiglio, Joanne ha risposto freddamente dicendo che non voleva consigli da lei per l'aiuto genitoriale, ma non era quello che intendeva Karen, e Giovanna ha frainteso. Più tardi, tuttavia, fece amicizia con Karen. Accettava molto più la sessualità di Dillon come omosessuale di quanto non lo fosse suo marito. È implicito che nelle serie 2, 3 e 4 lei e Graham si fossero separati, o forse divorziato, ma nella quinta stagione ovviamente erano tornati insieme.
- Dawn Walker-Cotton (stagioni4-6) interpretata da Tonya Smith.
Dawn Walker-Cotton è la madre adottiva di Ruby e Alba Osbourne e la moglie di Becky. Ad un certo punto Lucinda sposò Becky e alla fine allevarono Alba e Rubino. Dawn e Becky in seguito li adottarono.